# Vipiellus mjoebergi
Vipiellus mjoebergi är en stekelart som först beskrevs av Per Abraham Roman 1915.  Vipiellus mjoebergi ingår i släktet Vipiellus och familjen bracksteklar. Inga underarter finns listade i Catalogue of Life.